# Harlekijnstruikvliegenvanger
De harlekijnstruikvliegenvanger (Heteromyias albispecularis; synoniem: Poecilodryas albispecularis) is een zangvogel uit de familie Petroicidae (Australische vliegenvangers).

## Verspreiding en leefgebied
Deze soort is endemisch in de Vogelkop in het noordwesten van Nieuw-Guinea.